# Pseudorabdion mcnamarae
Pseudorabdion mcnamarae är en ormart som beskrevs av Taylor 1917. Pseudorabdion mcnamarae ingår i släktet Pseudorabdion och familjen snokar. IUCN kategoriserar arten globalt som sårbar. Inga underarter finns listade i Catalogue of Life.
Arten förekommer i Filippinerna. Den vistas i låglandet och i bergstrakter mellan 200 och 1600 meter över havet. Ormen lever i skogar och besöker angränsande jordbruksmark. Pseudorabdion mcnamarae lever delvis underjordisk i marken eller i lövskiktet. Efter regn lämnar den ofta sitt gömställe.